# گابیجا گدگودایت
گابیجا گدگودایتė (انگلیسی: Gabija Gedgaudaitė؛ زادهٔ ۱۳ ژوئیهٔ ۲۰۰۰) بازیکن فوتبال اهل لیتوانی است.
وی همچنین در تیم ملی فوتبال Lithuania بازی کرده‌است.